# Hallows Eve
Gli Hallows Eve sono un gruppo musicale thrash metal statunitense formatosi ad Atlanta nel 1983.
La band fu tra i pionieri del proprio genere e, nel panorama metal, fu anche una delle prime a trattare tematiche legate all'horror.

## Storia del gruppo

### I primi album e lo scioglimento (1983-1989)
Gli Hallows Eve vennero fondati all'inizio degli anni ottanta dal bassista Tommy Stewart e dal chitarrista Skullator, pseudonimo di Steve Shoemaker, entrambi provenienti da Atlanta in Georgia (Stati Uniti d'America). La nascita del gruppo, il cui nome derivata dalla ricorrenza di Halloween, avvenne proprio il 31 ottobre del 1983.
La formazione si completò con l'aggiunta di David Stuart alla chitarra, oltre agli arrivi del batterista Tym Helton e del cantante Stacy Andersen, e questi elementi, nel 1984, incisero il primo demo tape. Questo lavoro venne prodotto esattamente ad un anno di distanza dalla creazione della band, ancora una volta in occasione della vigilia di Tutti i Santi. Il demo venne compilato con  le canzoni Hallows Eve e Metal Merchant, in seguito registrate nuovamente per il loro album d'esordio. Quest'ultimo brano, l'anno successivo, venne incluso nel sesto volume della compilation Metal Massacre edita da Metal Blade Records.
La stessa etichetta discografica diede quindi alle stampe il loro primo disco, Tales of Terror, prodotto con un budget molto ridotto, ma che venne apprezzato dagli appassionati del genere per via delle sonorità veloci e dei testi ispirati ad argomenti raccapriccianti (il titolo significa appunto racconti del terrore). Alcune sessioni di batteria presenti su questo lavoro vennero incise da Ronny Appoldt. 
Sempre nel 1985, la band si cimentò in una tournée svolta nel Nord America e vide la partenza di Skullator.
Il secondo album, Death And Insanity uscito nel 1986, godette di una migliore produzione e di un lirismo più ispirato, inoltre risultò meno aggressivo ma più vario rispetto al precedente, proponendo delle sonorità più vicine al thrash in confronto a quelle di stampo speed metal del debutto. Il gruppo portò in scena una serie di concerti a supporto del disco, dopodiché Helton abbandonò il gruppo.
Nel 1988 venne dato alle stampe Monument, inciso con un il batterista Rob Clayton, la cui fase di registrazione impegnò la band per due mesi e che, come il precedente, godette di una realizzazione professionalmente ben curata. L'album presentò delle ritmiche meno veloci rispetto a quanto proposto con i primi due, e vide anche la presenza della cover di Sheer Heart Attack dei Queen; lo stile adottato dal cantante rimase invece pressoché simile, sviluppandosi su diversi timbri vocali, passando dalle tonalità roche agli acuti. Come accaduto con i dischi precedenti, anche questo venne pubblicato in Europa su disco in vinile dalla Roadrunner Records.
A distanza di un anno da questa uscita il gruppo cessò temporaneamente l'attività.

### Il ritorno e la stagnazione (2004-presente)
Nel 2004 gli Hallows Eve vennero nuovamente formati su iniziativa di Skullator e Tommy Stewart - che si occupò anche delle parti vocali - mentre furono ingaggiati un batterista, Dane Jensen, ed un secondo chitarrista, Dwayne Monk. Lo stesso anno realizzarono un demo con i brani Technicolour Roadkill e Looking Glass, che però non destò l'interesse di alcuna casa discografica, nemmeno della Metal Blade che fu la loro label per i primi tre dischi. L'anno seguente autoprodussero Evil Never Dies, un album con delle nuove sonorità (come il cantato in growl) ma sempre improntato su uno stile thrash metal, similmente a Slayer ed Annihilator. Alcune delle canzoni presenti su questo lavoro, come dichiarato da Tommy Stewart durante un'intervista concessa nel 2006 al sito metalfan.nl, furono scritte precedentemente al primo scioglimento della band. Il disco in questione venne inciso con Brandon Ottinger al posto di Dwayne Monk ed in seguito fu pubblicato anche dall'etichetta spagnola Xtreem Music. A supporto di questa uscita la band intraprese un tour, inoltre, sempre nel 2005, apparve in un documentario prodotto dalla HBO e riguardante gli artisti provenienti da Atlanta.
A maggio del 2006 la Metal Blade diede alle stampe il box set History of Terror, contenente i primi tre album rimasterizzati e con l'aggiunta di bonus tracks tratte dal primo demo e da sessioni di prova. Il cofanetto, composto da tre CD ed un DVD, include anche un live, registrato durante tre diverse esibizioni tenutesi tra il 1985 e il 1986, ed un video con le riprese di quattro concerti del 1986. Due anni dopo il gruppo pubblicò The Neverending Sleep, con il ritorno del cantante Stacy Andersen e l'abbandono da parte di Skullator; la nuova formazione vide quindi l'ingresso dei chitarristi Chris Abbamonte e Doyle Bright e del batterista Jim Gorman. Questo disco denotò un parziale ritorno ai suoni riscontrabili nei primi due album ed alcuni elementi tipici del power metal americano.
Ad agosto del 2011 resero disponibile per il download digitale il singolo Lazarus Eyes, in seguito però entrarono in un periodo di stagnazione.

## Formazione

### Formazione attuale
- Stacy Andersen – voce (1983-1989, 2007-presente)
- Doyle Bright – chitarra (2007-presente)
- Chris Abbamonte – chitarra (2007-presente)
- Tommy Stewart – basso (1983-presente), voce (2004-2007)

### Ex componenti
Di seguito vengono riportati solo i nomi dei musicisti che parteciparono alla realizzazione di almeno un lavoro.
- Ronny Appoldt – batteria (1985)
- Tym Helton – batteria (1983-1986)
- Rob Clayton – batteria (1987-1989)
- Dane Jensen – batteria (2004-2007)
- Jim Gorman – batteria (2007-2013)
- Skullator (Steve Shoemaker) – chitarra (1984-1985, 2004-2006)
- David Stuart – chitarra (1983-1989)
- Dwayne Monk – chitarra (2004)
- Brandon Ottinger – chitarra (2005-2007)

## Discografia

### Album in studio
- 1985 – Tales of Terror
- 1986 – Death & Insanity
- 1988 – Monument
- 2005 – Evil Never Dies
- 2008 – The Neverending Sleep

### Box Set
- 2006 – History of Terror

### Singoli
- 2011 – Lazarus Eyes

### Demo
- 1984 – Tales of Terror
- 2004 – Evil Offerings

## Videografia

### Split
- 1989 – Crash and Burn (VHS, Metal Blade Records)
- 2005 – Keep It True III (DVD, Steelpride Records)